# Cenogenus monotentaculata
Cenogenus monotentaculata är en ringmaskart som först beskrevs av Averincev 1972.  Cenogenus monotentaculata ingår i släktet Cenogenus och familjen Lumbrineridae. Inga underarter finns listade i Catalogue of Life.